# Condado de Contra Costa
O condado de Contra Costa (em inglês:  Contra Costa County) é um dos 58 condados do estado americano da Califórnia. Foi fundado em 1850. A sede do condado é Martinez e a cidade mais populosa é Concord.

## Geografia
De acordo com o United States Census Bureau, o condado possui uma área de 2 082 km², dos quais 1 854 km² estão cobertos por terra e 227 km² por água.

## Demografia
Segundo o censo nacional de 2010, o condado possui uma população de 1 049 025 habitantes e uma densidade populacional de 565,7 hab/km². É o 9º condado mais populoso da Califórnia e o 37º mais populoso dos Estados Unidos. Possui 400 263 residências, que resulta em uma densidade de 215,86 residências/km².
Das 19 localidades incorporadas no condado, Concord é a cidade mais populosa, com 122 067 habitantes, o que representa 12% da população total, enquanto que San Pablo é a cidade mais densamente povoada, com 4 278 hab/km². Clayton é a cidade menos populosa do condado, com 10 897 habitantes. Apenas 3 cidades possuem população superior a 100 mil habitantes.